# Yoshinori Shigematsu
Yoshinori Shigematsu (jap. 重松 良典, Shigematsu Yoshinori; * 2. April 1930 in Hiroshima; † 2018) war ein japanischer Fußballspieler.

## Nationalmannschaft
1958 debütierte Shigematsu für die japanische Fußballnationalmannschaft. Mit der japanischen Nationalmannschaft qualifizierte er sich für die Asienspiele 1958.